# Andrea Lanzl
Andrea Lanzl (* 8. Oktober 1987 in Starnberg) ist eine deutsche Eishockeyspielerin, die seit Mai 2021 für den ECDC Memmingen in der  Fraueneishockey-Bundesliga aktiv ist. Zudem gehört sie der deutschen Frauen-Nationalmannschaft und der Sportfördergruppe der Bundeswehr an.

## Karriere
Lanzls Leidenschaft für das Eishockey wurde schon früh von ihren Geschwistern geweckt. Mit ihrer großen Schwester Michaela spielte sie über viele Jahre im Angriff der deutschen Nationalmannschaft. Mit 18 Jahren zählte die Obergefreite Andrea Lanzl damals zu den Jüngsten in der Nationalmannschaft. 
Als Juniorin spielte sie für die männlichen Nachwuchsmannschaften des TuS Geretsried, ab 2001 parallel für die Frauenmannschaft des SC Riessersee in der Fraueneishockey-Bundesliga und zwischen 2005 und 2017 für die Junioren der Düsseldorfer EG, mit der sie in der Saison 2004/05 Deutscher Meister wurde. Ab 2004 spielte sie für die Frauenmannschaft des EC Bergkamen. 2008 wurde Lanzl wegen mehrerer Verstöße gegen die Meldeauflagen der Nationalen Anti-Doping Agentur für drei Monate gesperrt.
In der Saison 2012/13 spielte Lanzl für den ESC Planegg, mit dem sie 2013 zum zweiten Mal in ihrer Karriere deutsche Meisterin wurde, ehe sie vor der folgenden Spielzeit zum ERC Ingolstadt wechselte und dort in den folgenden Jahren zu den Leistungsträgern gehörte. Im Februar 2017 suchte sie noch einmal eine neue Herausforderung und wechselte zum Linköpings HC in die Svenska damhockeyligan (SDHL). Zur folgenden Spielzeit kehrte sie zum ERC zurück.
Nach insgesamt 188 Spielen und 321 Scorerpunkten (107 Tore und 214 Assist) verließ Lanzl den ERC im Mai 2021 und wechselte innerhalb der Bundesliga zum ECDC Memmingen. Mit diesem gewann sie 2023 die deutsche Meisterschaft. Während der Saison 2023/24 verletzte sie sich, so dass sie die zweite Hälfte der Spielzeit verpasste. Im August 2024 bekam sie ihr zweites Kind und kehrte im Januar 2025 in den Spielbetrieb zurück. Im März des gleichen Jahres gewann sie mit Memmingen ihren nächsten Meistertitel.

### International
Im Alter von 14 Jahren debütierte Andrea Lanzl am 7. März 2002 bei einem Turnier in Gap gegen Tschechien für die deutsche Frauen-Nationalmannschaft.
Mit dem Nationalteam nahm sie an einer Vielzahl weiterer internationale Turnieren teil, unter anderem dem Air Canada Cup 2004, 2005 und 2006. Hinzu kamen bis 2019 zwölf Weltmeisterschaften und zwei Olympische Winterspiele.
Bis 2017 hatte Lanzl 271 Länderspiele absolviert.
Beim 4-Nationen-Turnier in Füssen im Dezember 2019 absolvierte Lanzl ihren 321. Einsatz für die deutsche Frauen-Nationalmannschaft. Damit ist sie die neue Rekordhalterin und löste Bettina Evers (319 Länderspiele) als (weibliche) Rekordnationalspielerin ab. Anfang Februar 2020 absolvierte sie ihr 322. Länderspiel, überholte damit auch Udo Kießling (321 Länderspiele) und ist damit alleinige Rekordnationalspielerin.

## Erfolge und Auszeichnungen

### National
- 2002 Deutscher Vizemeister mit dem EC Bergkamen
- 2005 Deutscher Meister mit dem EC Bergkamen[11]
- 2006 Deutscher Jugend-Meister (U18) mit der Düsseldorfer EG
- Deutscher Pokalsieger 2006 mit dem EC Bergkamen
- 2013 Deutscher Meister mit dem ESC Planegg
- 2023 Deutscher Meister mit dem ECDC Memmingen
- 2025 Deutscher Meister mit dem ECDC Memmingen

### International
- 2011 Aufstieg in die Top-Division bei der Weltmeisterschaft der Division I[12]
- 2016 Aufstieg in die Top-Division bei der Weltmeisterschaft der Division I

## Karrierestatistik
(Legende zur Spielerstatistik: Sp oder GP = absolvierte Spiele; T oder G = erzielte Tore; V oder A = erzielte Assists; Pkt oder Pts = erzielte Scorerpunkte; SM oder PIM = erhaltene Strafminuten; +/− = Plus/Minus-Bilanz; PP = erzielte Überzahltore; SH = erzielte Unterzahltore; GW = erzielte Siegtore; 1 Play-downs/Relegation; Kursiv: Statistik nicht vollständig)